# 五车增十三
御夫座42，又名BD+46 1122，HD 43244、SAO 40999、HR 2228，是御夫座的一颗恒星，视星等为6.52，位于銀經167.55，銀緯13.89，其B1900.0坐标为赤經6h 10m 7.4s，赤緯+46° 13.89′ 26″。